# クライドとウィリス
クライドとウィリス（英語: Clyde and Willis、別名: The Clyde and Willis Show）はアメリカ、イギリス、中国による3Dアニメーションのコメディである。3D及びフラッシュアニメーターのアンドルー・ヘンドリック・ウィルソンがニコロデオンとYouTubeで配信するために制作した。2017年1月31日にニコロデオンで初放映された。